# Antonio da Pontedera

Wappen der Familie Gambacorta

Antonio Gambacorta, bekannt als Antonio da Pontedera (* Pontedera; † Mai 1436 in Priverno), war ein italienischer Condottiere, Söldnerhauptmann und Pfalzgraf, Herr von Alatri, Anagni, Carpaneto Piacentino, Ferentino, Gropparello und Veroli.

## Leben
In den ersten Jahrzehnten des 15. Jahrhunderts trat er in die Dienste von Filippo Maria Visconti. Im April 1433 besiegte er in Pisa Michele Attendolo, den Hauptmann der Florentiner, als er als Vorhut für Sigismondo, den König der Römer, fungierte. Ab Dezember 1433 diente er für kurze Zeit in den Reihen der päpstlichen Armee von Papst Eugen IV. und kämpfte im darauffolgenden Jahr mit der Gegenseite, um die römischen Rebellen um Filippo Maria Visconti bei der Gründung einer Republik zu unterstützen.
Er ließ sich in Marino nieder und heiratete die Tochter des Conte di Valmontone. Von Ende 1434 bis zum Frühjahr 1435 führte er einen erbitterten Guerillakrieg gegen Rom, wobei er mit waghalsigen Überfällen die Versorgung der Stadt bedrohte. 
1435 trat er in die Dienste von René I. unter Führung von Jacopo Caldora im Krieg um die Kontrolle des Territoriums des Königreichs Neapel. Nach kurzer Zeit kam es zu einem Bruch mit Caldora und er wechselte im selben Jahr während der Belagerung von Gaeta erneut die Seiten, um sich dem Heer von Alfons V. von Aragón anzuschließen, der die Stadt belagerte.
Anfang 1436 wollte Alfons V. von Aragón Papst Eugen IV. zwingen, ihn als König von Neapel anzuerkennen, und dabei die Erfahrung von Antonio zu nutzen. Antonio verbündete sich mit den Familien Colonna und Savelli gegen das päpstliche Heer und nahm den Guerillakrieg wieder auf. Er wurde im Mai 1436 bei Priverno von Giovanni Vitelleschi besiegt und gefangen genommen, der seine Hinrichtung anordnete.